# Tombe de la Cabane
La tombe de la Cabane (en italien, Tomba della Capanna) est une tombe étrusque à tumulus de la nécropole de Banditaccia à Cerveteri.

## Histoire
La Tombe de la Cabane (Tumulus II) date  du VIIe siècle av. J.-C. et est une des premières tombes dont la maison des morts imite celle des vivants,
avec ses éléments structurels et  architecturaux : toit à pignon  de bois et de chaume, la  traverse principale, les banquettes de pierre le long des murs.

## Description
Un long dromos à ciel ouvert et à deux niches latérales mène à deux chambres taillées dans le tuf et dans l'axe l'une de l'autre.
La première chambre a le toit à double pente à poutre faîtière simulée, à banquettes sur le côté. 
Elle fait fonction d'atrium à la chambre funéraire proprement dite située dans la deuxième chambre plus petite.